# Свеннингссон, Уно
Уно Свеннингссон (швед. Uno Svenningsson, род. 1 июля 1959 года в Хагелсторпе, Швеция) — шведский певец, гитарист и автор песен.

## Биография
Свеннингссон начал свою музыкальную карьеру в 1983 году, примкнув к поп-группе Freda'. Группа просуществовала 11 лет (1982—1993), но затем воссоединилась в 2009 году.
В 1994 году Свеннингссон начал сольную карьеру. Его первые 4 сольных альбома были проданы в количестве 300 000 копий.
В 2007 году Уно Свеннингссон и Ирма Шульц Келлер вместе выступили на шведском национальном музыкальном конкурсе «Мелодифестивален 2007», определяющем представителя от Швеции на Евровидение 2007. Попасть на Евровидение дуэту не удалось — в полуфинале в Йёнчёпинге они выступили с композицией «God morgon», и, заняв третье место, получили право принять участие в раунде второго шанса. Этот раунд прошёл 3 марта 2007 года; тогда Свеннингссон и Шульц Келлер проиграли в первом же голосовании Соне Альден, выбыв в конечном итоге из конкурса.
В 2016 году вместе с Томми Нильссоном и Патриком Исакссоном принял участие в Мелодифестивалене 2016 с песней «Håll mitt hjärta hårt» (со швед. — «Удерживай крепко моё сердце»). Трио Патрика, Томми и Уно в итоге даже не дошло до второго шанса, заняв в полуфинале последнее место.
В 2017 году принял участие в 8-м сезоне шоу «Så mycket bättre».
В 2020 году Свеннингссон сотрудничал с Пером Гессле — музыканты записали дуэтом песню «Du kommer så nära (du blir alldeles suddig)» (из альбома «Gammal kärlek rostar aldrig», 2020), а двумя годами позже — «Bara få höra din röst» (внеальбомный сингл, 2022).
Летом 2023 года Свеннингссон выступал на разогреве во время тура Gyllene Tider «Hux flux sommarturné».
В октября 2024 года Свеннингссон вновь объединился с Гессле — музыканты записали дуэтом песню «Har på känn», которая вошла в сольный альбом Гессле Sällskapssjuk (2024).

## Дискография

### Альбомы
- Uno (1994)
- …due! (1996)
- Möss & människor (1998)
- I det osynliga (2001)
- Uno & Freda' — Samling 2002 (Сборник уже выпущенных песен, 2002)
- Ett andetag från dig (2004)
- Sånger för december (2006) совместно с Ирмой Шульц Келлер
- Jag sjunger för dig (2008)
- December - En svensk jul (2011) совместно с Ирмой Шульц Келлер
- 7 (2013)
- Andras sånger (2017)
- Live från Göta Lejon (2018)

### Синглы
- Tid att gå vidare (1994)
- Tro på varann (вместе с Евой Дальгрен) (1994)
- Tro på varann (1994)
- Under ytan (1994)
- Skymtar för en stund (1995)
- Terese (1996)
- Istället går jag här (1996)
- Be mig inte gå på vatten (1996)
- En sökares hjärta (1997)
- Simona (promoep) (1998)
- Simona (1998)
- Vill du leva med mig (1998)
- Fågel fisk eller mittemellan (1998)
- Ge inte upp (вместе с Фредди Вадлингом) (1999)
- Festen (1999)
- Vågorna (2001)
- Inte en gång till (2001)
- Det jag behöver (2001)
- Andas genom mig  (2004)
- God morgon (вместе с Ирмой Шульц Келлер) (2007)
- Längtar efter värme (2007)
- Liten bambi (2008)
- Du är en del av mig (вместе с Соней Альден) (2008)
- Jorden har sin egen sång (2010)
- Storebror (вместе с Frispråkarn) (2012)
- (När ska vi ta) Semester (2013)
- Jag är jag (2013)
- Smultron på ett strå — sommarversion (2014)
- Vågorna (2015)
- Håll mitt hjärta hårt (2016) — вместе с Патриком Исакссоном и Томми Нильссоном как трио «Патрик, Томми и Уно» (2016)
- Valborg (2018)
- Själ mot själ (2019)